# Concerto para violino n.° 1 (Shostakovitch)
O Concerto para violino n°1 em lá menor, Opus 77, foi originalmente escrita por Dmitri Shostakovitch em 1947 - 1948.

 
Este ainda estava trabalhando nesta peça na época da Doutrina Zhdanov, e no período posterior à sua denúncia

do trabalho não pôde ser apresentado. No período entre a finalização inicial da obra e sua primeira apresentação a 29 de outubro de 1955, o compositor e David Oistrakh trabalharam em várias revisões. O trabalho foi finalmente apresentado pela Filarmônica de Leningrado sob Yevgeny Mravinsky. A obra foi bem recebida.

## Estrutura
O concerto dura 35 minutos e possui quatro movimentos:
1. Noturno: Moderato.
2. Scherzo: Allegro.
3. Passacaglia: Andante.
4. Burlesque: Allegro con brio - Presto.